# Pseudochromis springeri
Pseudochromis springeri är en fiskart som beskrevs av Lubbock, 1975. Pseudochromis springeri ingår i släktet Pseudochromis och familjen Pseudochromidae. Inga underarter finns listade i Catalogue of Life.